# C-47 (航空機)
C-47 スカイトレイン
飛行するC-47 (1943年撮影)
情報秘匿のため尾翼番号が消されている。
- 用途：輸送機
- 製造者：ダグラス・エアクラフト社
- 運用者

  -  アメリカ合衆国（陸軍航空隊/空軍/海軍/海兵隊）
  -  イギリス（イギリス空軍）
  -  日本（海上自衛隊）ほか
- 生産数：10,000機以上
- 運用状況：一部の国で現役

C-47 スカイトレイン（Douglas C-47 Skytrain ）は、ダグラス・エアクラフト社が開発した輸送機である。愛称はスカイトレイン（Skytrain）。
DC-3の軍用輸送機型であり、第二次世界大戦で傑出した働きをみせた。ノルマンディー上陸作戦などの大規模な空挺作戦において空挺部隊輸送の中核を担った他、物資輸送に多用され、アメリカ陸軍航空隊の他にもアメリカ海軍、イギリス空軍などが使用した。

## 概要
DC-3は1936年にアメリカン航空に就役して以来、アメリカ合衆国を始めヨーロッパ、南アメリカなどの航空会社に就役していた。第二次世界大戦の勃発後、アメリカ陸軍は航空会社からDC-3を徴用して使用していたが、軍用として1940年9月16日にC-47を147機発注した。1号機は太平洋戦争開始直後の1941年12月23日に引き渡された。兵員輸送型のC-53 スカイトルーパー（Skytrooper）など、派生型も数多く存在し、各タイプの総生産機数は10,000機以上にのぼる。
C-47は、DC-3の乗降扉に代わって貨物扉を取り付け、床面も強化された。折り畳み式の座席を装備し、武装兵28名か、最大で2,722kgの物資を搭載できた。14床の寝台と看護兵3名を収容して患者輸送機として運用することも可能で、貨物輸送機としてジープ1台とM3 37mm砲1門を搭載することもできた。
アメリカ陸軍航空隊の他アメリカ海軍にもR4Dの名称で採用され、イギリス空軍に供与された機体はダコタ（Dakota）の名で運用された。その信頼性の高さから戦後も長く運用され、1960年代に入ってもまだ多数が現役にあった。また、余剰機の多くが敵国であった日本やドイツを含む海外の軍に供給された。ベトナム戦争ではC-47にGAU-2B/Aを搭載したAC-47がガンシップとしてベトコン掃討に従事した他、冷戦下で起きた多くの内戦や地域戦争にも従事した。欧米では1970年代頃に概ね姿を消したが、一部の途上国では現在でも運用され続けており、南アフリカ海軍では対潜哨戒機として本機を用いている。極地用として改造された機体もあり、1956年10月31日には、海軍のR4D-5輸送機を改造したR4D-5L「ケ・セラ・セラ」号が南極への航空機による初の着陸を成功させている。
アメリカ軍欧州戦域総司令官を務めたドワイト・D・アイゼンハワーは、“第二次世界大戦を勝利に導いた兵器”として、「原子爆弾」「バズーカ（2.36インチ対戦車ロケット弾発射筒）」「ジープ（ウィリスMB／フォードGPW小型四輪駆動車）」、そしてこのC-47輸送機を挙げている。

## 派生型

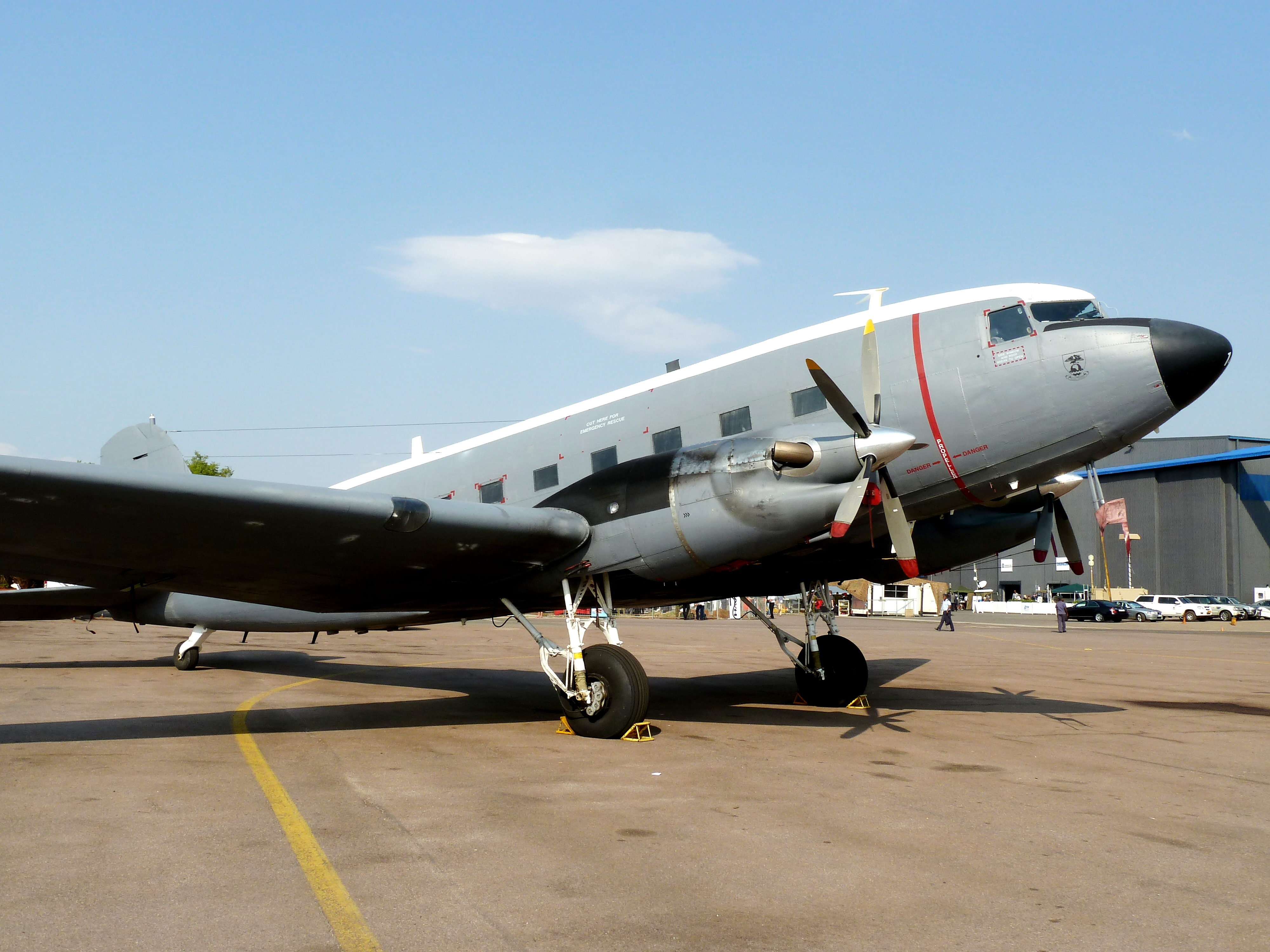
C-47TP ターボ・ダコタ

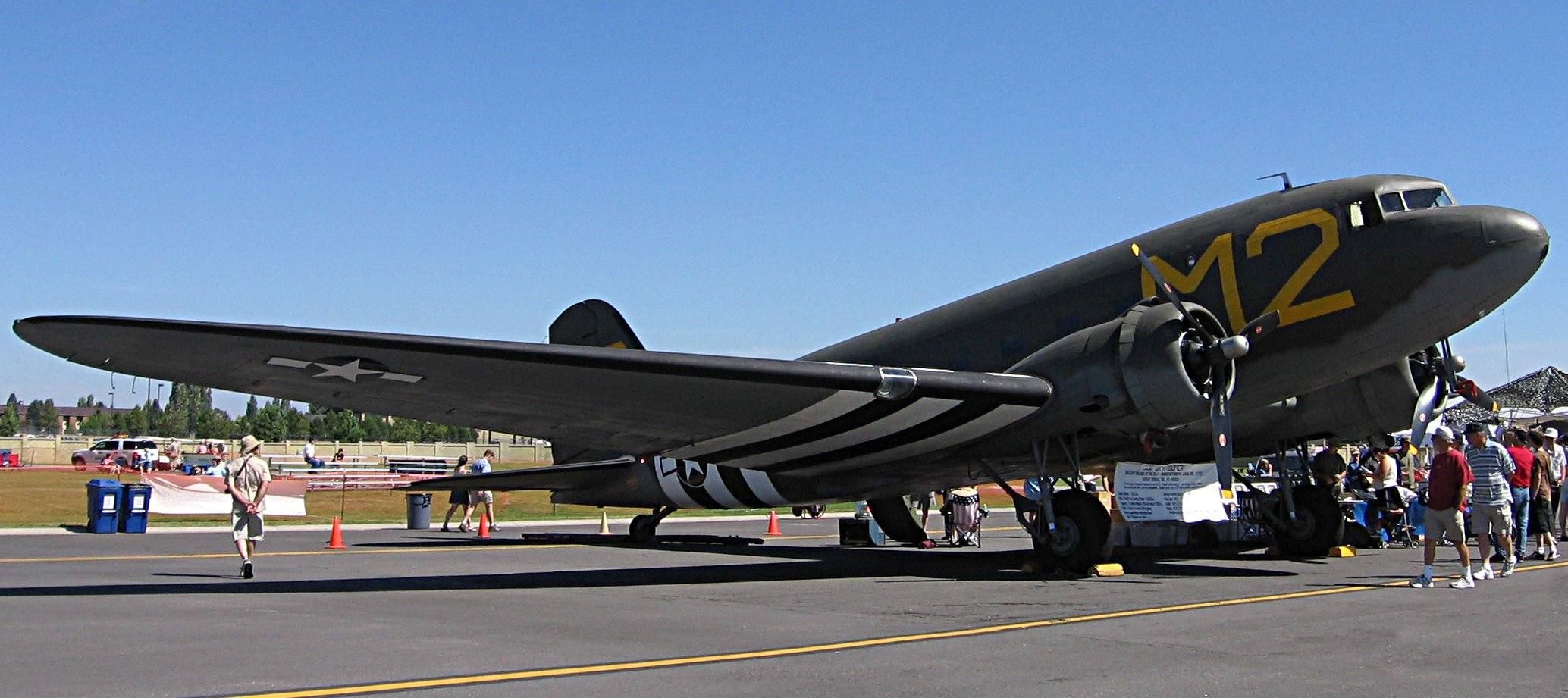
C-53D スカイトルーパー

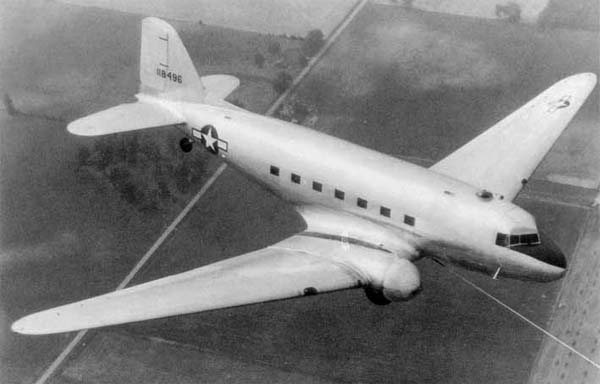
XCG-17

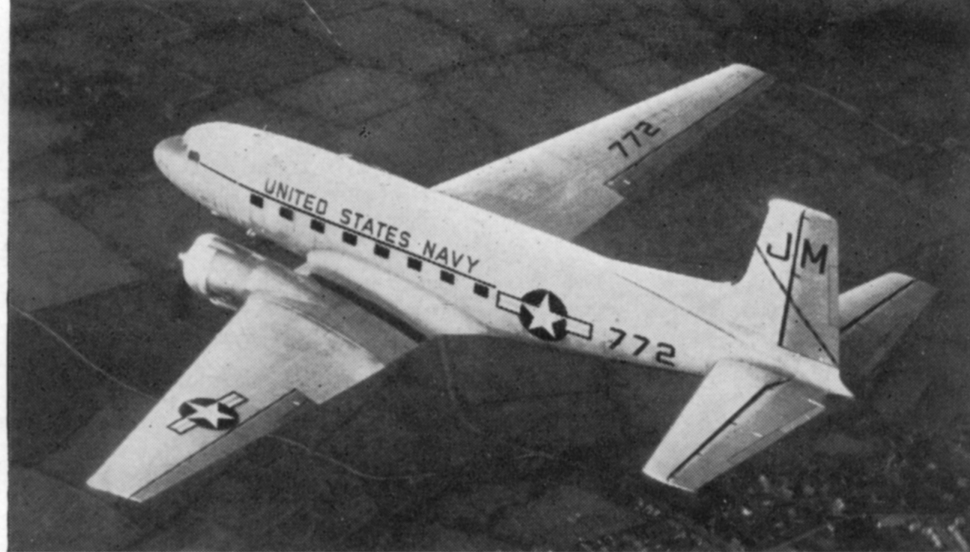
R4D-8(C-117D)

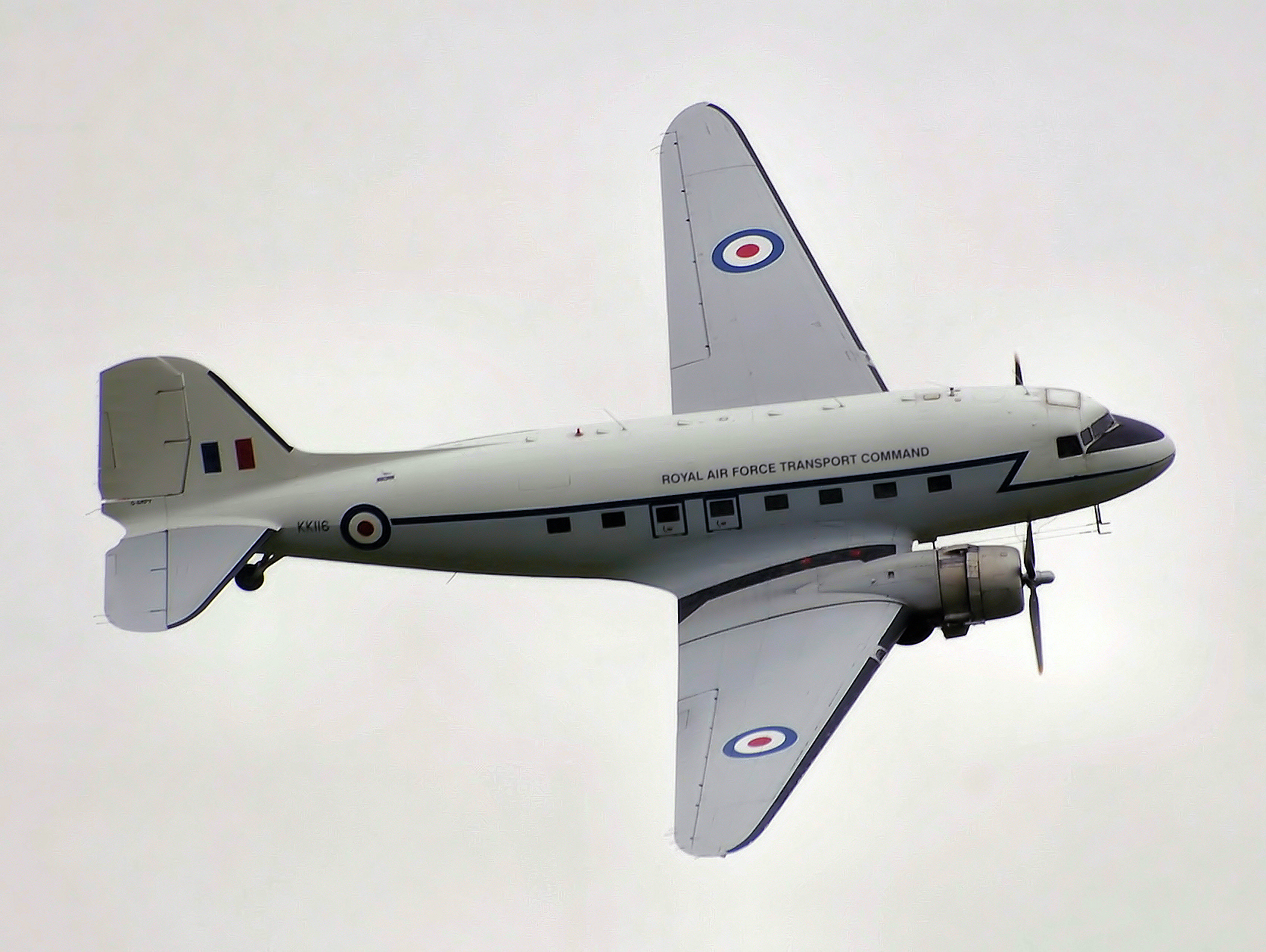
ダコタ Mk.IV

C-47
最初の量産型。

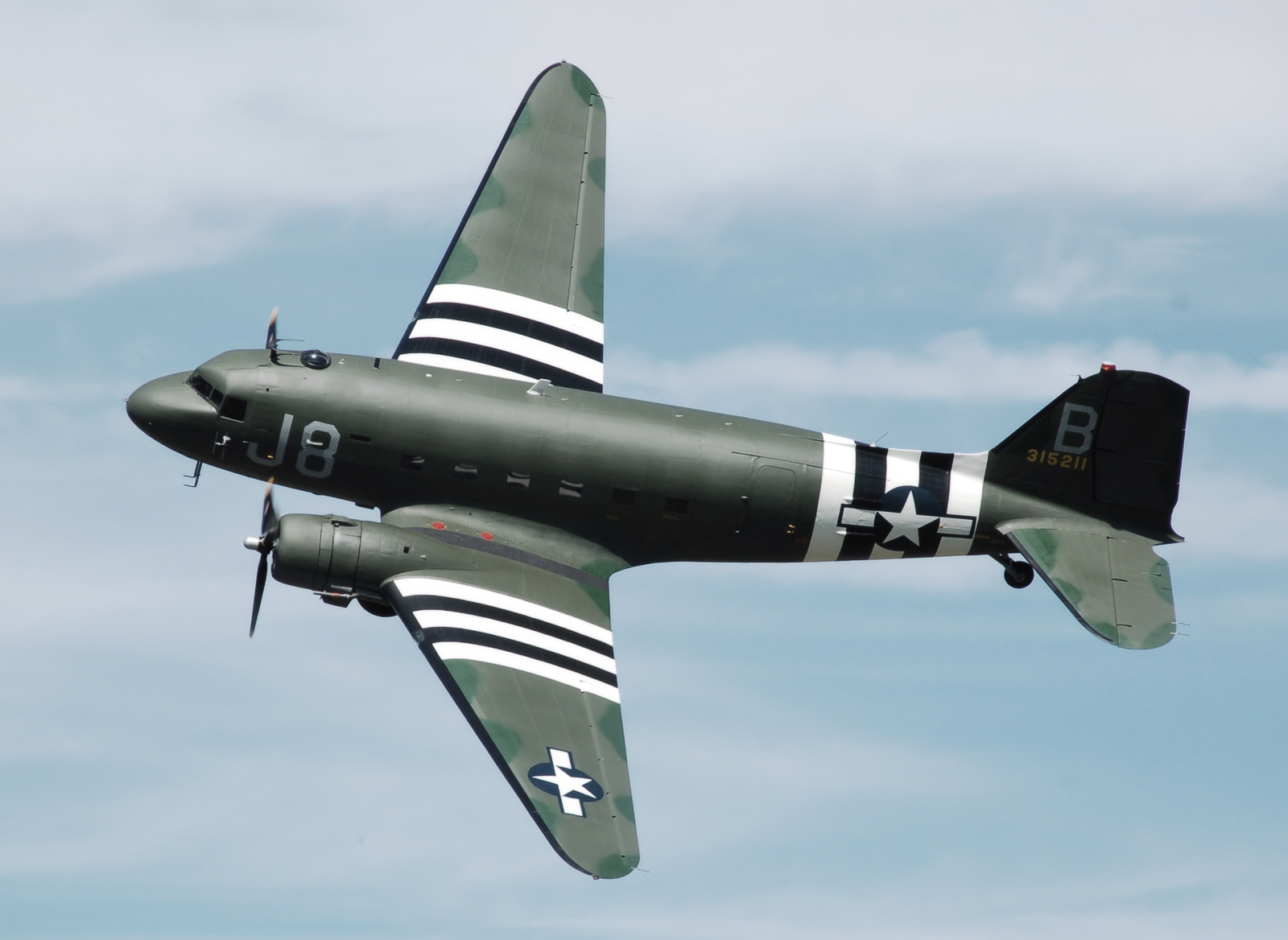
C-47A
電気系統を強化。
C-47B
インド・中国間のヒマラヤ山脈越え輸送作戦「ハンプ超え」用に開発。スーパーチャージャーを搭載したR-1830-90Cエンジンを搭載。しかし、ある程度の成功しか収められず、多くがC-47Dに改修された。
XC-47C
水陸両用のフロートを装備した試験機。
C-47D
スーパーチャージャーを取り外したC-47B。
C-47E
R-2000-4エンジンを搭載し航空路点検機に改修された機体。
C-47L/M
ベトナム戦争で特殊な電子機器を搭載したC-47H/J（後述）に付けられた名称。
C-47T
ターボプロップエンジンへの換装を行った機体。
C-47TP ターボ・ダコタ（Turbo Dakota）
南アフリカ空軍において、プロフェッショナル・エヴィエーション社によるターボプロップ化が行われた機体の名称。
AC-47D
ガンシップ型。
なお、ガンシップ型が登場する前は航空路点検機型の名称として使われていたが、こちらはEC-47Dに改称されている。
EC-47N/P/Q
ベトナム戦争において電子偵察用装備が取り付けられたC-47A/D。EC-47QはR-2000-4エンジンを搭載。
RC-47A/D
写真/電子偵察機型。
SC-47A/D
救難機型。後にHC-47A/Dに改称。
TC-47B/D
航法練習機型。
VC-47A/B/D
VIP輸送機型。
C-53 スカイトルーパー
兵員輸送に特化したC-47。座席が固定式になり、貨物輸送用の装備が省かれている。
XC-53A スカイトルーパー
全翼幅のスロッテッドフラップと熱風による除氷装置を備えた試験機。
C-53B スカイトルーパー
北極での活動用に改修されたC-53。
C-53D スカイトルーパー
座席をC-47と同様にしたC-53。
C-117A
C-47Bの幕僚輸送機型。DC-3と同様の座席とキャビンを装備。
C-117B
スーパーチャージャーを取り外したC-117A。
C-117C
VC-47をC-117B仕様に改修した機体。後にVC-117A/Bに改称。
XCG-17
エンジンを取り外し兵員輸送グライダーとした機体。驚異的な滑空性能を見せたものの、1944年に試験が完了した時点でアメリカ陸軍がグライダーの必要性は限られていると判断したため量産されなかった。
R4D-1
アメリカ海軍/海兵隊向けのC-47。
R4D-3
アメリカ海軍に移管されたC-53。
R4D-5
アメリカ海軍に移管されたC-47A。後にC-47Hに改称。
R4D-6
アメリカ海軍に移管されたC-47B。後にC-47Jに改称。
R4D-7
アメリカ海軍に移管されたTC-47B。後にTC-47Kに改称。
R4D-8
再生したR4D-5/6をDC-3S（別名スーパーDC-3）相当に改修した機体。後にC-117Dに改称。
R4D-5L/6L
R4D-5/6の南極観測支援機型。後にLC-47H/Jに改称。
R4D-5Q/6Q
R4D-5/6の電子戦訓練型。後にEC-47H/Jに改称。
R4D-5R/6R
R4D-5/6の人員輸送型。後にTC-47H/Jに改称。
R4D-5S/6S
R4D-5/6のASW訓練型。後にSC-47H/Jに改称。
R4D-5Z/6Z
R4D-5/6のVIP輸送機型。後にVC-47H/Jに改称。
R4D-8L
R4D-8の南極観測支援機型。後にLC-117Dに改称。
R4D-8T
R4D-8の練習機型。後にTC-117Dに改称。
R4D-8Z
R4D-8の幕僚輸送機型。後にVC-117Dに改称。
ダコタ Mk.I
イギリス向けのC-47。
ダコタ Mk.II
イギリス向けのC-53。
ダコタ Mk.III
イギリス向けのC-47A。
ダコタ Mk.IV
イギリス向けのC-47B。

## 採用国
- アルゼンチン
- オーストラリア
- ベルギー
- ベナン
- ビアフラ共和国
- ボリビア
- ブラジル
- ビルマ
- カンボジア
- カナダ
- チャド
- チリ
- 中華民国（台湾）
- 中華人民共和国
- コロンビア
- コンゴ共和国
- コンゴ民主共和国
- キューバ
- チェコスロバキア
- デンマーク
- ドミニカ共和国
- エクアドル
- エジプト
- エルサルバドル

- エチオピア
- フィンランド
- フランス
- ガボン
- 西ドイツ
- 東ドイツ
- ギリシャ
- グアテマラ
- ハイチ
- ホンジュラス
- ハンガリー
- アイスランド
- インド
- インドネシア
- アイスランド
- イスラエル
- イタリア
- コートジボワール
- ヨルダン
- ラオス王国
- リビア
- マダガスカル
- マラウイ
- マリ

- モーリタニア
- メキシコ
- モナコ
- モロッコ
- オランダ
- ニュージーランド
- ニカラグア
- ニジェール
- ナイジェリア
- 北朝鮮
- ノルウェー
- オマーン
- パキスタン
- パナマ
- パプアニューギニア
- パラグアイ
- ペルー
- フィリピン
- ポーランド
- ポルトガル
- ローデシア
- ルーマニア
- ルワンダ
- サウジアラビア

- セネガル
- 韓国
- ソマリア
- ソビエト連邦
- スリランカ
- スペイン
- スウェーデン
- シリア
- タイ
- トーゴ
- トルコ
- ウガンダ
- ウルグアイ
- イギリス
- アメリカ合衆国
- ベネズエラ
- ベトナム
- ベトナム共和国
- イエメン
- ユーゴスラビア
- ザイール
- 南アフリカ共和国 - 2023年時点で、南アフリカ空軍が3機のC-47TPを保有している[5]。
- ザンビア
- ジンバブエ

### 日本での生産・運用

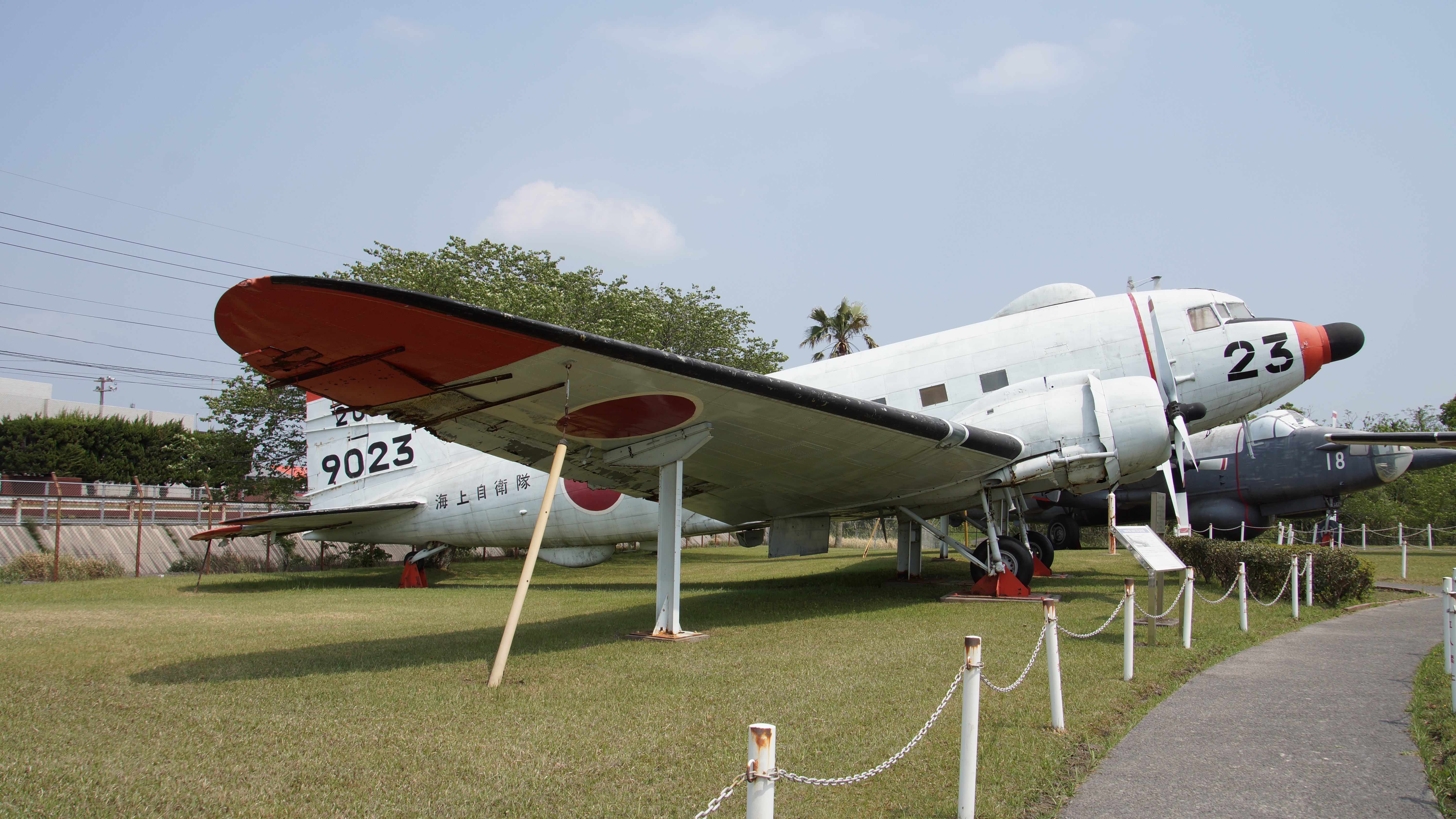
鹿屋航空基地史料館に屋外展示されている自衛隊で唯一現存するR4D-6Q 9023号機「まなづる」

日本では、戦前に日本海軍が三井物産にDC-3のライセンスを取得させた上で、実際の生産は1937年（昭和12年）に設立された昭和飛行機工業によって行われた。エンジンは三菱の「金星」に変更され、日本海軍から零式輸送機（L2D2）として、1940年（昭和15年）に制式採用された。また零式輸送機は、エンジン換装によりカタログデータ上ではC-47を一部上回っていた。この零式輸送機について「DC-3（C-47）のデッドコピー」という説も流布しているが、実際には上記の通り正式なライセンス生産に出自を発している。大東亜戦争中期からは中島飛行機も一時生産を行った。昭和飛行機と中島飛行機によって、1945年（昭和20年）までに合計486機が製造された。
戦後は、海上自衛隊が1958年11月から12月にかけて旧アメリカ海軍のR4D-6を3機（内1機は厳密に言えばR4D-7だったのだが、R4D-6と事実上違いがないためR4D-6と呼んでいた）、R4D-6Qを1機供与され（愛称はいずれも「まなづる」）、1971年にYS-11に代替されるまで海上自衛隊唯一の輸送機として運用した。しかし当然ながら機数不足であったため、P2V-7やUF-2なども人員輸送や連絡飛行に使用しなければならなかった。
退役後R4D-6Qは展示機となったが、R4D-6の内2機はアメリカに買い取られた後フィリピンに売却された。

## 諸元

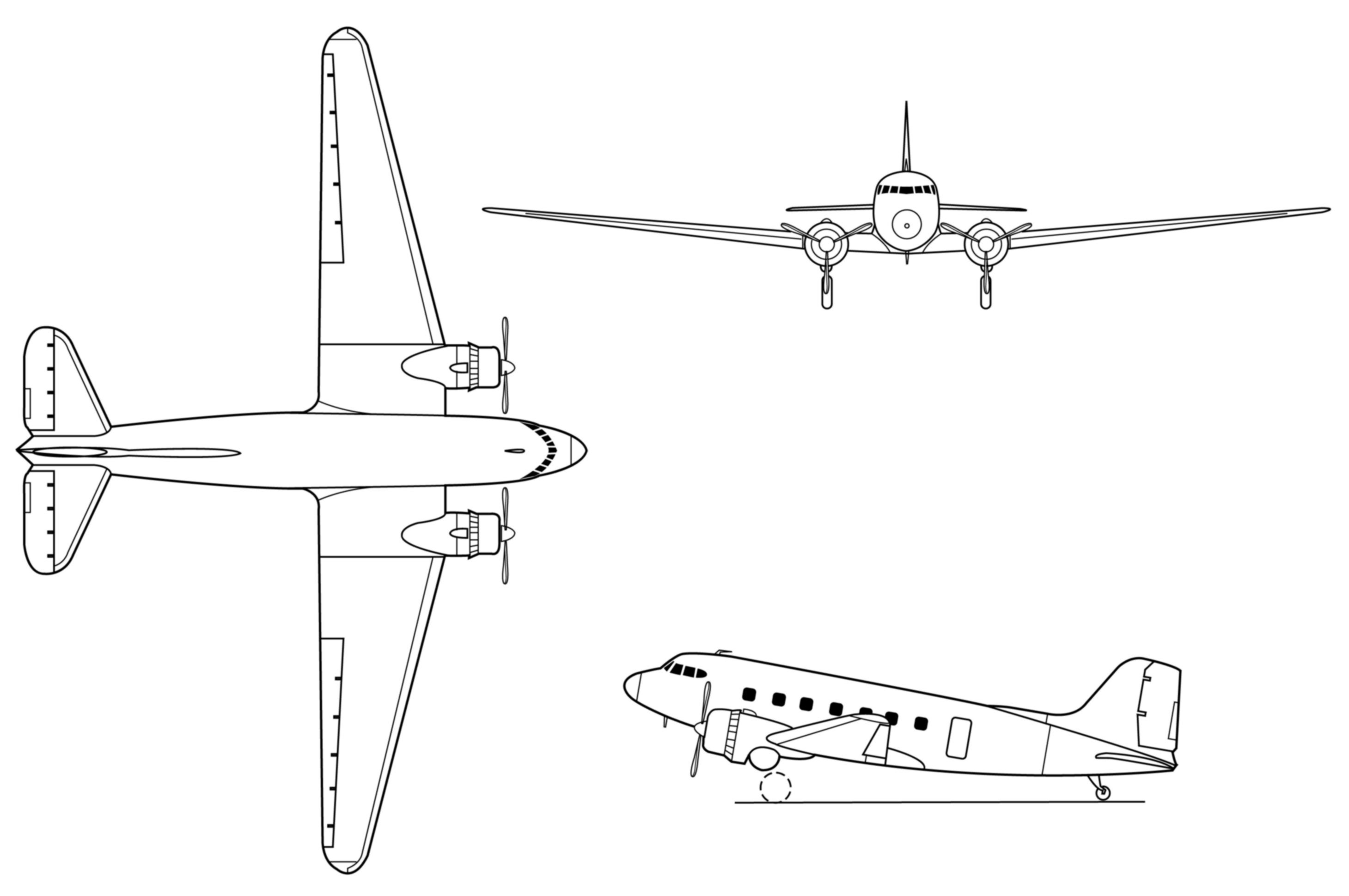
三面図

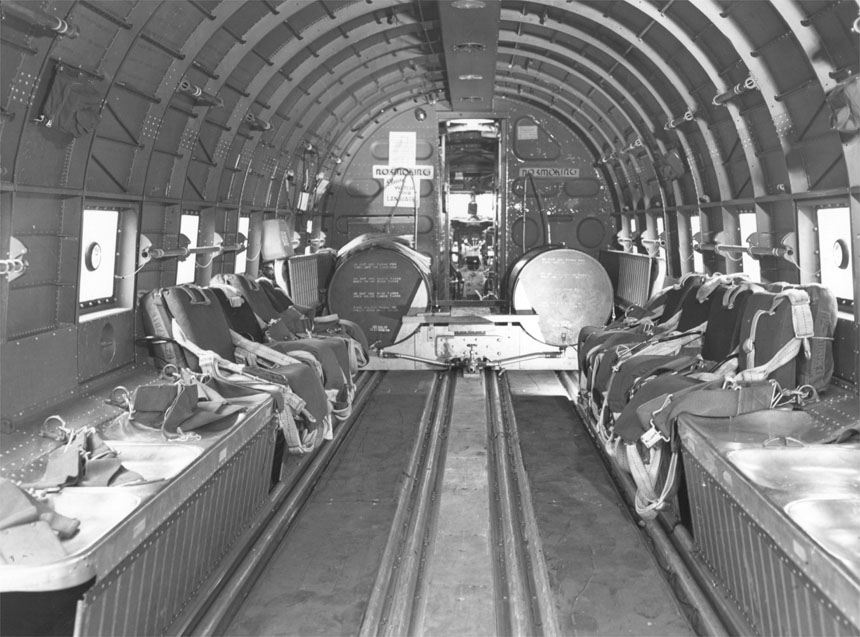
機内

出典: Francillon, René J. McDonnell Douglas Aircraft Since 1920. London: Putnam & Company Ltd., 1979. ISBN 0-370-00050-1.
諸元
- 乗員: 3名
- 定員: 兵員28名
- ペイロード: 2,700 kg (6,000 lb)
- 全長: 19.43 m (63 ft 9 in)
- 全高: 5.18 m (17 ft 0 in)
- 翼幅: 29.11 m (95 ft 6 in)
- 翼面積: 91.7 m2 (987 sq ft)
- 空虚重量: 8,226 kg (18,135 lb)
- 運用時重量: 11,793 kg (25,999 lb)
- 最大離陸重量: 14,061 kg (30,999 lb)
- 動力: プラット・アンド・ホイットニー R-1830 レシプロエンジン、895kW （1,200hp）   × 2

性能
- 最大速度: 365 km/h (197 kn)  （高度2,700m時）
- 巡航速度: 274 km/h (148 kn)
- フェリー飛行時航続距離: 5,795 km (3,129 nmi)
- 航続距離: 2,575 km (1,390 nmi)
- 実用上昇限度: 8,045 m (26,394 ft)
- 上昇率: 318m/min

## 現存する機体
- 汎用性の高い機種であったため、数多くの機体が現存する。以下の表は博物館公式サイトなどがあるものを主にまとめたものであり、全現存機を掲載しているわけではない。
- 「/」のある製造番号は、製造途中ないし改修において製造番号が更新されたものを表す。左が当初のもので、右が新しく与えられたものである。

| 型名                            | 番号                                                                                        | 機体愛称               | 機体写真 | 所在地                                    | 所有者                                         | 公開状況 | 状態     | 備考 |
| ------------------------------- | ------------------------------------------------------------------------------------------- | ---------------------- | -------- | ----------------------------------------- | ---------------------------------------------- | -------- | -------- | --- |
| C-47-DL                         | 41-7723 4201                                                                                |                        |          | アメリカ アリゾナ州                       | ピマ航空宇宙博物館                             | 公開     | 静態展示 | |
| C-47-DL                         | 41-38630 4733                                                                               | Duggy                  |          | アメリカ ノースダコタ州                   | ファーゴ航空博物館                             | 公開     | 飛行可能 | |
| C-47-DL DC-3A-360 Tp 79         | 42-5694 79001 (SAF) 9001                                                                    |                        |          | スウェーデン エステルイェータランド県     | スウェーデン空軍博物館                         | 公開     | 静態展示 | カタリナ事件で撃墜されたもの。 |
| C-47A-20-DL                     | 42-23518 9380                                                                               | Old Number 30          |          | アメリカ アリゾナ州                       | アリゾナ記念空軍博物館                         | 公開     | 飛行可能 | |
| C-47A-30-DL                     | 42-23668 9530                                                                               |                        |          | アメリカ カリフォルニア州                 | ヤンクス航空博物館                             | 公開     | 静態展示 | |
| C-47A-40-DL                     | 42-24064 9926                                                                               | Placid Lassie          |          | アメリカ コネティカット州                 | トゥニソン財団                                 | 公開     | 飛行可能 | |
| C-47A-50-DL ダコタ Mk.III       | 42-24166 FL510 (RAF) 24166 (ALA) 10028                                                      |                        |          | アメリカ フロリダ州                       | エイヴォンパーク重職空港                       | 公開     | 保管中   | 日本に不時着したことがある機体。その際の出来事は映画「飛べ!ダコタ」のモデルとなった。                                                   |
| C-47A-60-DL ダコタ Mk.III       | 42-24338 661 (RCAF) KG661 (RCAF/RAE) ZA947 (RAE) 10200                                      |                        |          | イギリス リンカーンシャー州               | バトル・オブ・ブリテン記念飛行小隊             | 公開     | 飛行可能 | |
| C-47A-1-DK                      | 42-92320 FZ572 (RAF) 6821 (SAAF) 6888 (SAAF) 12107                                          |                        |          | 南アフリカ ハウテン州                     | 南アフリカ航空博物館                           | 公開     | 飛行可能 | |
| C-47A-5-DK CC-129               | 42-92419 FZ658 (RAF) 992 (RCAF) 12963 (CAF) 12217                                           |                        |          | カナダ オンタリオ州                       | 国立カナダ空軍博物館                           | 公開     | 静態展示 | |
| C-47A-5-DK ダコタ Mk.III CC-129 | 42-92489 FZ692 (RAF/RCAF) 12945(CAF) 12295                                                  |                        |          | カナダ オンタリオ州                       | カナダ軍用機遺産博物館                         | 公開     | 飛行可能 | |
| C-47A-15-DK                     | 42-92841 12686                                                                              | Turf and Sport Special |          | アメリカ デラウェア州                     | 航空機動軍団博物館                             | 公開     | 静態展示 | |
| C-47A-15-DK                     | 42-92847 12693                                                                              | That's All··· Brother  |          | アメリカ テキサス州                       | 記念空軍センテックス飛行隊                     | 公開     | 飛行可能 | |
| C-47A-20-DK                     | 42-92990 12852                                                                              | Okie Dokie             |          | アメリカ カリフォルニア州                 | トラヴィス空軍基地遺産センター                 | 公開     | 静態展示 | |
| C-47A-20-DK                     | 42-93067 963 (FACh) 12937                                                                   |                        |          | チリ 首都州                               | 国立航空宇宙博物館                             | 公開     | 静態展示 | 961だったという説もある。 |
| C-47A-20-DK                     | 42-93096 DO-12 (FiAF) 12970                                                                 |                        |          | アメリカ ルイジアナ州                     | 国立第二次世界大戦博物館                       | 公開     | 静態展示 | |
| C-47A-20-DK R4D-5 C-47H         | 42-93127 17193 (USN) 13004                                                                  |                        |          | アメリカ サウスダコタ州                   | サウスダコタ航空宇宙博物館                     | 公開     | 静態展示 | |
| C-47A-20-DK                     | 42-93168 13050                                                                              |                        |          | アメリカ ミシガン州                       | エア・ズー航空宇宙科学博物館                   | 公開     | 静態展示 | |
| C-47A-25-DK                     | 42-93390 13296                                                                              |                        |          | チリ 首都州                               | 国立航空宇宙博物館                             | 公開     | 静態展示 | |
| C-47A-25-DK                     | 42-108960 13448                                                                             |                        |          | カナダ アルバータ州                       | 格納庫飛行博物館                               | 公開     | 静態展示 | |
| C-47A-25-DK Tp 79               | 42-93706 79007 (SAF) 13647                                                                  |                        |          | スウェーデン エステルイェータランド県     | スウェーデン空軍博物館                         | 公開     | 静態展示 | |
| C-47A-70-DL                     | 43-30652 13803                                                                              | Whiskey 7              |          | アメリカ ニューヨーク州                   | 国立軍用機博物館                               | 公開     | 飛行可能 | |
| C-47A-30-DK                     | 43-48098 13914/25359                                                                        |                        |          | アメリカ ネブラスカ州                     | 戦略航空軍団・航空宇宙博物館                   | 公開     | 静態展示 | |
| C-47A-65-DL                     | 42-100486 18949                                                                             | Cheeky Charlie         | 写真     | アメリカ ハワイ州                         | 真珠湾航空博物館                               | 公開     | 静態展示 | 旧塗装 |
| C-47A-65-DL                     | 42-100591 2100591 (RNAF) 68-684 (RDAF) K-684 (RDAF) 19054                                   | Tico Belle             |          | アメリカ フロリダ州                       | ヴァリアント航空軍団株式会社ウォーバード博物館 | 公開     | 飛行可能 | |
| C-47A-70-DL                     | 42-100731 MM61776 (AM) 19194                                                                |                        |          | イタリア ローマ県                         | 空軍歴史博物館                                 | 公開     | 静態展示 | |
| C-47A-70-DL                     | 42-100825 19288                                                                             | (The Argonia)          |          | フランス マンシュ県                       | 空挺博物館                                     | 公開     | 静態展示 | C-47A-80-DL 43-15159号機「The Argonia」の塗装がされている。                                                                             |
| C-47A-75-DL                     | 42-100884 TS423 (RAF) 19347                                                                 |                        |          | アメリカ デラウェア州                     | エーセス・ハイ・US株式会社 (Aces High US Inc.) | 公開     | 飛行可能 | 旧塗装 |
| C-47A-75-DL                     | 42-100931 19394                                                                             | Flagship Orange County |          | アメリカ カリフォルニア州                 | リヨン航空博物館                               | 公開     | 静態展示 | |
| C-47A-75-DL                     | 42-100997 19460                                                                             |                        |          | ドイツ ラインラント＝プファルツ州         | ピーター・ユニォア航空機博物館                 | 公開     | 静態展示 | |
| C-47A-80-DL                     | 43-15073 15073 (ALA) 71248 (YAF) 19539                                                      | The SNAFU Special      |          | フランス カルヴァドス県                   | メルヴィル砲台博物館                           | 公開     | 静態展示 | |
| C-47A-85-DL                     | 43-15509 T.3-29 (EdA) 19975                                                                 |                        |          | イギリス ケンブリッジシャー州             | ダックスフォード帝国戦争博物館                 | 公開     | 静態展示 | |
| C-47A-85-DL                     | 43-15512 19978                                                                              |                        |          | アメリカ オレゴン州                       | エヴァーグリーン航空宇宙博物館                 | 公開     | 静態展示 | |
| C-47A-85-DL VC-47A              | 43-15579 20045                                                                              | The Grizzly            |          | アメリカ カリフォルニア州                 | マーチフィールド航空博物館                     | 公開     | 静態展示 | |
| C-47A-90-DL                     | 43-15652 315652 (RNAF) 68-688 (RNLAF) K-688 (RNLAF) 20118                                   |                        |          | オランダ ユトレヒト州                     | 国立軍事博物館                                 | 公開     | 静態展示 | T-443という塗装がされている。 |
| C-47A-90-DL                     | 43-15692 TC-20 (FAA) 20158                                                                  |                        |          | チリ 首都州                               | 国立航空宇宙博物館                             | 公開     | 静態展示 | |
| C-47A-90-DL                     | 43-15935 20401                                                                              |                        |          | アメリカ テキサス州                       | キャヴァノー飛行博物館                         | 非公開   | 飛行可能 | |
| C-47A-90-DL                     | 43-15977 20443                                                                              | 7th Heaven             |          | アメリカ カリフォルニア州                 | キャッスル航空博物館                           | 公開     | 静態展示 | |
| C-47A-90-DL                     | 43-16094 20560                                                                              |                        |          | アメリカ ノースダコタ州                   | ダコタ・テリトリー航空博物館                   | 公開     | 静態展示 | |
| C-47B-1-DL                      | 43-16357 K-16 (FAB) 20823                                                                   |                        |          | ベルギー ブリュッセル                     | 王立軍隊・軍事史博物館                         | 公開     | 静態展示 | |
| C-47B-1-DK                      | 43-48459 14275/25720                                                                        |                        |          | アメリカ オハイオ州                       | シャンペイン航空博物館                         | 公開     | 静態展示 | |
| C-47B-1-DK                      | 43-48501 L2.32/11 (RTAF) 14317/25762                                                        |                        |          | 日本 静岡県                               | 株式会社川嶋                                   | 公開     | 静態展示 | 映画「飛べ!ダコタ」に出演した機体。静岡県道319号線のはまゆう大橋北側、道路の西側にある広場に置かれている。                              |
| C-47B-5-DK                      | 43-48608 K-11 (FAB) 348608 (ALA) 018 (IASA) 14424/25869                                     | Betsy's Biscuit Bomber |          | アメリカ カリフォルニア州                 | エストレラ・ウォーバーズ博物館                 | 公開     | 静態展示 | |
| C-47B-5-DK                      | 43-48716 14532/25977                                                                        |                        |          | アメリカ ペンシルヴェニア州               | 航空遺産株式会社                               | 公開     | 飛行可能 | |
| C-47B-10-DK AC-47               | 43-48991 KJ960 (RAF) 14807/26252                                                            |                        |          | ギリシャ 中央アテネ県                     | ギリシャ空軍博物館                             | 公開     | 静態展示 | |
| C-47B-10-DK R4D-6 C-47J         | 43-49147 50783 (USN) 14963/26408                                                            | Ready 4 Duty           |          | アメリカ テキサス州                       | 記念空軍ダラス・フォートワース飛行隊           | 公開     | 飛行可能 | 現在はR4D-6Sとして飛行している。 |
| C-47B-15-DK C-47D               | 43-49270 15086/26531                                                                        |                        |          | アメリカ インディアナ州                   | グリソム航空博物館                             | 公開     | 静態展示 | |
| C-47B-15-DK                     | 43-49281 15097/26542                                                                        |                        |          | アメリカ ユタ州                           | ヒル航空宇宙博物館                             | 公開     | 静態展示 | |
| C-47B-15-DK R4D-6R C-47J        | 42-49322 50793 (USN) 15138/26583                                                            |                        |          | アメリカ ミネソタ州                       | ミネソタ空軍州兵博物館                         | 公開     | 静態展示 | |
| C-47B-15-DK R4D-6 C-47J         | 43-49442 50811 (USN) 15258/26703                                                            |                        |          | アメリカ ジョージア州                     | ミュージアム・オヴ・エイヴィーション           | 公開     | 静態展示 | |
| C-47B-15-DK                     | 43-49443 15259/26704                                                                        |                        |          | チリ 首都州                               | 国立航空宇宙博物館                             | 公開     | 静態展示 | |
| C-47B-15-DK C-47D               | 43-49507 15323/26768                                                                        |                        |          | アメリカ オハイオ州                       | 国立アメリカ空軍博物館                         | 公開     | 静態展示 | C-47A 43-15213号機の塗装がされている。                                                                                                  |
| C-47B-20-DK ダコタ Mk.IV        | 43-49728 KK209 (RAF) GA-117 (LW) GR+117 (LW) GR+107 (LW) XA-111 (LW) 14-01 (LW) 15544/26989 |                        |          | ドイツ バイエルン州                       | ドイツ博物館 シュライスハイム航空館            | 公開     | 静態展示 | |
| C-47B-25-DK                     | 44-76336 A65-72 (RAAF) 15920/32668                                                          |                        |          | オーストラリア ヴィクトリア州             | ジェフリー・トゥラペット氏 (Jeffrey Trappett)  | 公開     | 飛行可能 | |
| C-47B-25-DK                     | 44-76345 A65-78 (RAAF) 15929/32677                                                          |                        |          | オーストラリア ヴィクトリア州             | オーストラリア空軍博物館                       | 公開     | 静態展示 | |
| C-47B-25-DK ダコタ Mk.IV        | 44-76384 KN353 (RAF) XF747 (RAF) 15968/32716                                                |                        |          | イギリス ヨーク州                         | ヨークシャー航空博物館                         | 公開     | 動態展示 | 発動機を動かして走行することができるようである。                                                                                        |
| C-47B-25-DK ダコタ Mk.IV RC-47  | 44-76423 KN381 (RAF) 16007/32755                                                            | What's Up Doc?         |          | アメリカ カリフォルニア州                 | パームスプリングス航空博物館                   | 公開     | 飛行可能 | |
| TC-47B-30-DK C-47D VC-47D       | 44-76582 16166/32914                                                                        | (Kilroy Is Here)       |          | アメリカ カンザス州                       | コンバット航空博物館                           | 公開     | 静態展示 | 「Kilroy Is Here」の塗装がされている。                                                                                                  |
| C-47B-30-DK ダコタ Mk.IV        | 44-76603 KN462 (RAF) 16187/32935                                                            |                        |          | マルタ エタード市                         | マルタ航空博物館                               | 公開     | 静態展示 | |
| C-47B-30-DK VC-47D              | 44-76671 16255/33003                                                                        |                        |          | アメリカ テキサス州                       | アメリカ空軍航空兵遺産博物館                   | 公開     | 静態展示 | |
| TC-47B-30-DK C-47D              | 44-76716 16300/33048                                                                        | Hairless Joe           |          | アメリカ ミシガン州                       | ヤンキー航空博物館                             | 公開     | 飛行可能 | |
| C-47B-30-DK ダコタ Mk.IV        | 44-76717 KN512 (RAF) 476717 (USN) 006 (IASA) 16301/33049                                    | Second Chance          |          | アメリカ ニューヨーク州                   | アメリカ航空戦力博物館                         | 公開     | 飛行可能 | |
| TC-47B-30-DK R4D-6Q?            | 44-76763 99824 (USN) 16347/33095                                                            |                        |          | 日本 鹿児島県                             | 海上自衛隊鹿屋航空基地史料館                   | 公開     | 静態展示 | R4D-7や7Qともされる。 |
| C-47B-30-DK                     | 44-76764 A65-95 16348/33096                                                                 |                        |          | オーストラリア ニューサウスウェールズ州   | HARS航空博物館                                 | 公開     | 飛行可能 | |
| C-47B-30-DK                     | 44-76774 A65-94 16358/33106                                                                 |                        |          | オーストラリア ニューサウスウェールズ州   | HARS航空博物館                                 | 公開     | 飛行可能 | |
| C-47B-30-DK                     | 44-76787 476787 (ALA) 16371/33119                                                           |                        |          | オランダ ザウトホラント州                 | 解放の翼博物館                                 | 公開     | 静態展示 | 42-100847号機の塗装がされている。輸送中に破損し、廃棄されたとの情報がある。                                                             |
| C-47B-30-DK                     | 44-76791 476791 (USN) 034 (IASF) 16375/33123                                                | Willa Dean             |          | アメリカ カリフォルニア州                 | リヨン航空博物館                               | 公開     | 静態展示 | |
| C-47B-35-DK                     | 44-76888 KN586 (RAF) 7323 (YAF) 71214 (YAF) 16472/33220                                     |                        |          | セルビア ベオグラード                     | 航空博物館                                     | 公開     | 静態展示 | |
| C-47B-35-DK                     | 44-77003 KN645 (RAF) 16587/33335                                                            |                        |          | イギリス シュロップシャー州               | イギリス空軍博物館コスフォード館               | 公開     | 静態展示 | |
| C-47B-35-DK ダコタ Mk.IV CC-129 | 44-77020 KN655 (RAF) 1000 (RCAF) 12965 (CAF) 16604/33352                                    |                        |          | フランス イル＝エ＝ヴィレーヌ県           | ノルマンディー・ダコタ協会                     | 公開     | 飛行可能 | |
| C-47B-35-DK                     | 44-77128 A65-114 (RAAF) 16712/33460                                                         |                        |          | オーストラリア サウスーオーストラリア州   | サウスオーストラリア航空博物館                 | 公開     | 静態展示 | |
| C-47B-45-DK                     | 45-0928 16931/34189                                                                         |                        |          | アメリカ オハイオ州                       | MAPS航空博物館                                 | 公開     | 静態展示 | |
| C-47B-45-DK                     | 45-0957 A65-124 (RAAF) 16960/34220                                                          |                        |          | オーストラリア ウェスタンオーストラリア州 | 航空遺産博物館                                 | 公開     | 静態展示 | |
| C-47B-45-DK                     | 45-0960 NZ3551 (RNZAF) 16963/34223                                                          |                        |          | ニュージーランド カンタベリー地方         | ニュージーランド空軍博物館                     | 公開     | 静態展示 | |
| DC-3-277 DC-50 DC-3-396         | 41-7698 4120                                                                                | Tullana                |          | オーストラリア ヴィクトリア州             | オーストラリア国立航空博物館                   | 公開     | 静態展示 | |
| C-53-DO XC-53A                  | 42-6480 657 (FAC) 657A (FAC) 4932                                                           | The Duchess of Dakota  |          | アメリカ ノースダコタ州                   | ダコタ・テリトリー航空博物館                   | 公開     | 飛行可能 | テキサス飛行伝説博物館(Texas Flying Legends Museum)との共同所有機であったが、テキサス博物館が営業を終了したため単独所有となったようだ。 |
| DC-3A-453 C-53C                 | 43-2022 4978                                                                                | (Darlin' Dorien)       |          | オランダ ザウトホラント州                 | 解放の翼博物館                                 | 公開     | 静態展示 | 42-90321号機の塗装がされている。 |
| C-53D-DO DC-3A                  | 42-68795 11722                                                                              |                        |          | ドイツ ラインラント＝プファルツ州         | シュパイアー技術博物館                         | 公開     | 静態展示 | |
| C-53D-DO DC-3A                  | 42-68823 DO-9 (FAF) 11750                                                                   |                        |          | ノルウェー ヴィッケン県                   | ダコタ・ノーウェイ                             | 公開     | 飛行可能 | |
| C-53D-DO DC-3A                  | 42-68830 11757                                                                              | D-Day Doll             |          | アメリカ カリフォルニア州                 | 記念空軍イングランド・エンパイア飛行隊         | 公開     | 飛行可能 | |

## 登場作品

### 映画
『アウトブレイク』
アバンタイトルに登場。原因不明の感染症に汚染されたザイールの傭兵キャンプに、燃料気化爆弾を投下する。
『遠すぎた橋』
マーケット作戦用に大量動員され、アメリカ軍、イギリス軍そして自由ポーランド軍の空挺部隊が本機から次々と空挺降下する。
『ザ・ナイト・マイ・ナンバー・ケイム・アップ』
ハーディ中将が東京へ向かう機体としてダコタが登場。日本沿岸の海岸に墜落する。機内や飛行中のシーンには、実機が使われている。
『飛べ!ダコタ』
『ザ・ナイト・マイ・ナンバー・ケイム・アップ』と同じ事件を描いた日本映画。日本に墜落したイギリス空軍のダコタが登場する。撮影にはタイ王国空軍が2006年に廃棄したAC-47(c/n14317/25762)を使用している。

### 漫画
『放課後アサルト×ガールズ』
イズナ軍輸送機として登場。空挺部隊輸送の他に、ウェイコCG-4Aグライダーの曳航機としても使われている。

### ゲーム
『R.U.S.E.』
アメリカ・イギリスの輸送機として登場。
『コール オブ デューティシリーズ』
『CoD』
アメリカ軍の輸送機として登場し、第82空挺師団と第101空挺師団を空挺降下させる。
『CoD3』
米軍の輸送機として登場する。
『世界の覇者4』 アメリカ軍の輸送機として登場、レベル1～4の空軍基地からスポーンでき、ホークアイ、ブランデンブルク師団、アルピーニ、B-4 203mm榴弾砲、衛生兵などを輸送出来る。 『メダルオブオナーエアボーン』
空挺師団がメインのゲームなだけあって全てのステージで登場する。